# Ys (álbum)
Ys  é o segundo álbum da cantora, compositora e harpista americana Joanna Newsom, foi lançado em 2006, pela Drag City. Neste registro Newsom é acompanhada por uma orquestra.

## Lista de músicas
1. "Emily" – 12:07
2. "Monkey & Bear" – 9:29
3. "Sawdust & Diamonds" – 9:54
4. "Only Skin" – 16:53
5. "Cosmia" – 7:15

## Créditos

### Principal
- Bill Callahan – harmonia vocal.
- Matt Cartsonis – banjo, mandolin.
- Grant Geissman –  guitarra elétrica
- Don Heffington – percussão.
- Emily Newsom – harmonia vocal.
- Joanna Newsom – harpa, voval.
- Van Dyke Parks – acordeon
- Lee Sklar – baixo

#### Orquestra
| - Briana Bandy – viola - Caroline Buckman – viola - Giovna Clayton – cello - Patricia Cloud – flauta - Peter Doubrovsky – violino - Jeff Driskill – clarinete - Erika Duke-Kirkpatrick – cello - Karen Elaine – viola. - Phillip Fethar – oboé - Susan Greenberg – fluata. | - Sharon Jackson – violino. - Peter Kent – violino. - Gina Kronstadt – violino. - Miriam Mayer – viola. - John D Mitchell – fagote. - Peter Nevin – clarinete. - Robert O'Donnell, Jr. – trompete. - Bart Samolis – baixo acústico. - Terrence Schonig – marimba, chimbau. - Edmund Stein – violino. | - David Stenske – viola. - David R. Stone – baixo. - Cameron Patrick – violino. - Vladimir Polimatidi – violino. - Julie Rogers – violino. - Marda Todd – viola. - Jessica Van Velzen – viola. - John Wittenberg – violino. - Shari Zippert – violino. |

### Produção
- Steve Albini – engenharia de som.
- Tim Boyle – engenharia de som..
- TJ Doherty – assistente de mixagem.
- Richard Good – design.
- Joanna Newsom – produção.
- Jim O'Rourke – mixagem.
- Van Dyke Parks – produção, condução, arranjo (orquestra).
- John Rosenberg – condução.
- William T. Stromberg – cópia.
- Benjamin A. Vierling – arte.
- Nick Webb – masterização.